# Ellen Plessow
Ellen Plessow, gebürtig Helene Berta Margarete Katharina Penning (* 12. Januar 1891 in Oldenburg; † 2. September 1967 in Berlin), war eine deutsche Schauspielerin.

## Leben
Die Tochter eines Apothekers absolvierte ihre Schauspielausbildung am Konservatorium Hannover und gab ihr Debüt 1910 am Neuen Theater in Mainz. Im Jahr darauf stand sie bereits auf Berliner Bühnen. Seit den 1920er-Jahren auch im Medium Film tätig, spielte sie zunächst in zumeist komischen oder skurrilen Rollen in deutschen Stummfilmen mit. Sie stand 1944 in der Gottbegnadeten-Liste des Reichsministeriums für Volksaufklärung und Propaganda.
Nach Kriegsende war sie weiterhin als Darstellerin an Berliner Theatern sowie in zahlreichen ostdeutschen DEFA-Spielfilmen meist in Rollen älterer Damen beschäftigt. Zu ihren bekanntesten Filmaufgaben zählt unter anderem die Literaturverfilmung Corinna Schmidt, der DEFA-Märchenfilm Das tapfere Schneiderlein oder die Lessing-Verfilmung Emilia Galotti.
In den ersten Jahren nach 1945 leitete sie kurze Zeit die Filiale Spremberg der Volksbühne des Landes Brandenburg.
Sie war von 1929 bis 1941 mit dem Schauspieler Eduard Wiemuth verheiratet.

## Filmografie (Auswahl)
- 1921: Warum bin ich der Verlobte meiner Tochter
- 1922: Seine Exzellenz von Madagaskar (2 Teile)
- 1924: Soll und Haben
- 1925: Die Moral der Gasse
- 1925: Freies Volk
- 1925: Der Farmer aus Texas
- 1925: Liebe und Trompetenblasen
- 1925: Heiratsannoncen
- 1926: Der Hauptmann von Köpenick
- 1926: Annemarie und ihr Ulan
- 1926: Jagd auf Menschen
- 1926: Der Geiger von Florenz
- 1927: Der Himmel auf Erden
- 1927: Funkzauber
- 1928: Ledige Mütter
- 1928: Wolga-Wolga
- 1928: Sechs Mädchen suchen Nachtquartier
- 1929: Fräulein Else
- 1930: Das Kabinett des Dr. Larifari
- 1930: Im Kampf mit der Unterwelt
- 1930: Dolly macht Karriere
- 1931: Schatten der Manege
- 1931: Um eine Nasenlänge
- 1932: Allo Berlin? Ici Paris!
- 1932: Fasse dich kurz
- 1938: Du und ich
- 1938: Nanon
- 1939: Salonwagen E 417
- 1940: Links der Isar – rechts der Spree
- 1949: Das Mädchen Christine
- 1951: Corinna Schmidt
- 1953: Die Prinzessin und der Schweinehirt
- 1953: Die Prinzessin auf der Erbse
- 1954: Kein Hüsung
- 1954: Pole Poppenspäler
- 1955: Ein Polterabend
- 1955: Star mit fremden Federn
- 1956: Das tapfere Schneiderlein
- 1956: Besondere Kennzeichen: keine
- 1957: Schlösser und Katen
- 1957: Bärenburger Schnurre
- 1957: Zwei Mütter
- 1958: Emilia Galotti

## Theater
- 1930: Eduard Knoblauch: Der Faun – Regie: Paul Henkels (Lessingtheater Berlin)